# Мельницький повіт
Мельницький повіт — адміністративна одиниця адміністративна одиниця Чортківського округу коронного краю Королівство Галичини та Володимирії у складі Австрійської імперії.
Повіт утворено в середині 1850-х років та існував до адміністративної реформи 1867 року.
Кількість будинків — 5656  (1866)
Староста (Bezirk Vorsteher): Йоганн Мадейський  (Johann Madeyski)
Громади (гміни): Бабинці (Дзвенигородські), Дзвенигород, Бабинці (Кривченські), Білівці, Боришківці, Худиківці, Дзвинячка, Філіпківці, Гермаківка, Горошова, Іване-Пусте, Кудринці (містечко), Козачівка, Кривче Долішнє, Кривче Горішнє, Кривче (містечко), Латківці, Михалків, Мельниця (містечко), Млинівка, Нивиця, Новосілка, Окопи (містечко), Олеговиця, Панівці Зелені, Сапогів, Трубчин, Устя Біскупське (містечко), Вовківці, Залісся, Завалля.
1867 року після адміністративної реформи повіт увійшов до складу Борщівського повіту.